# Резцов, Владимир Ипатьевич
 Владимир Ипатьевич Резцов (июль 1885 — 20 октября 1938) — военный деятель, участник Первой мировой войны, Гражданской войны. Командир 85-й стрелковой дивизии, 32-й стрелковой дивизии. Начальник Мичуринских курсов усовершенствования комсостава запаса. Кавалер ордена Красного Знамени (1928). Комбриг (1935).

## Биография
Родился в июле 1885 года в деревне Пологи Духовщинского уезда Смоленской губернии в крестьянской семье. Окончил сельскую школу в 1897 г. и фабричную школу в 1898 г. До военной службы — рабочий.. Русский. Кандидат в члены ВКП(б) с мая 1930 г.

### В РИА
В ноябре 1907 г. призван в армию. В 1908 г. окончил учебную команду 145-го Новочеркасского пехотного полка, а в 1910 г. — школу подпрапорщиков при 4-м Финляндском пехотном полку. Участник Первой мировой войны, В декабре 1914 г, произведен в офицеры. Воевал в Восточной Пруссии и Галиции в составе 4-го Финляндского пехотного полка. В боях четырежды ранен (два раза в 1915 г. и два раза в 1916 г.), В 1917 г. окончил курсы командиров рот при 22-м армейском корпусе. Последние чин и должность в старой армии — капитан, командир батальона 4-го Финляндского пехотного полка. В 1917 г. с батальоном перешел на сторону власти Советов.

### В РККА
В Красной армии добровольно с августа 1918 г. Участник Гражданской войны. Воевал на Восточном и Южном фронтах в составе 1, 6, 8-й и 13-й армий. В годы войны занимал должности: командира роты 6-го Мценского стрелкового полка (август — сентябрь 1918 г.), командира батальона того же полка (сентябрь 1918 г, — декабрь 1919 г.), командира 127-го стрелкового полка (с декабря 1919 г.). С сентября 1920 г. — командир 43-й стрелковой бригады. В боях был ранен. В 1918-1920 гг. состоял членом РКП(б), выбыл механически из-за неуплаты членских взносов.

### После Гражданской войны
После Гражданской войны на ответственных должностях в РККА. С июня 1922 г. — командир 1-й бригады 15-й Сивашской стрелковой дивизии. Затем — помощник командира, врид командира той же дивизии. С сентября 1922 г. — врид командира 3-й пограничной дивизии, В 1922-1923 гг. являлся слушателем Высших академических курсов (ВАК) при Военной академии РККА. С июля 1923 г. — начальник штаба Батумского пограничного отряда. С сентября 1923 г. — помощник командира 1-й Казанской стрелковой дивизии. С июля 1924 г. командовал 32-й Саратовской стрелковой дивизии. Состоял кандидатом для направления в Китай в качестве военного советника. В 1927 г. окончил КУВНАС при Военной академии имени М. В. Фрунзе. В ноябре 1931 г. зачислен слушателем Особой группы той же академии, которую окончил в 1933 г. С октября 1933 г. — командир 85-й стрелковой дивизии. Затем (до января 1935 г.) состоял в распоряжении Управления по начсоставу РККА. С января 1935 г. — помощник командира 6-й Орловской стрелковой дивизии. С 1937 г. — начальник Мичуринских курсов усовершенствования комсостава запаса.
Награжден орденом Красного Знамени (1928. Знак ордена № 13594)

### Арест, расстрел, реабилитация
Арестован 15 февраля (по другим данным — 8 февраля) 1938 г. Военной коллегией Верховного суда СССР 20 октября 1938 г. по обвинению в участии в военном заговоре приговорен к расстрелу. Приговор приведен в исполнение.
Определением Военной коллегии от 29 июня 1957 г. реабилитирован.

## Награды
- Орден Св. Анны IV-й степени с надписью «за храбрость» подпоручик;
- Орден Св. Великомученика и Победоносца Георгия IV-й степени
- Орден Красного Знамени (1928. Знак ордена № 13594)[3].

## Память
- Его имя увековечено в Главном Храме Вооружённых сил России, и навсегда запечатлено на мемориале «Дорога Памяти»[4].

## Воинские чины и звания
- подпрапорщик
- прапорщик
- Подпоручик
- Поручик
- Капитан (звание)
- Комбриг(26.11.1935 приказ НКО №2484).